# 達純一
達 純一（たつ じゅんいち、1950年5月26日 - ）は、日本の元俳優。本名同じ。
北海道出身。エスケイワイに所属していた。

## 人物
1972年、ひろみプロ制作の特撮テレビドラマ『サンダーマスク』（日本テレビ）に、後半より悪役・大魔王ベムキングのスーツアクターとして参加。元々は役者として活動していたため、その後は役者に戻り1980年代までテレビドラマや映画で活動した。テレビでは『鉄人タイガーセブン』（フジテレビ）に主人公の先輩・北川史郎役でレギュラー出演。主演を務めた南城竜也とは当時同じ事務所に所属しており、実際は達の方が南城よりも年下だったため、達は「南城さん」、南城は「達ちゃん」と呼び合っていたという。そのほか、主に刑事ドラマなどで脇役を演じることがあった。
映画ではアクション作品を中心に活躍したが、東映『従軍慰安婦』（1974年）では中島ゆたか演じるヒロインの恋人役を演じ、青年海外協力隊の活動を描いた谷口千吉監督『アサンテ サーナ』では主演を務めている。
特技は、柔道、スワヒリ語。

## 出演

### テレビドラマ
- プレイガール 第192話「裸の女に手を出すな」（1972年、12ch）
- サンダーマスク（1972年 - 1973年、NTV） - 大魔王ベムキング ※スーツアクターとして
- 特別機動捜査隊 第590話「愛の崖」（1973年、NET） - 学生C
- 仮面ライダーV3 第17話「デビルスプレーは死神の武器」（1973年、MBS） - クサリガマテントウ人間態
- 風雲ライオン丸 第22話「南蛮寺の秘密」（1973年、CX） - 侍
- 非情のライセンス（1973年、NET）第1シリーズ 第25話「兇悪の書斎」 - 圭一の友人
- 鉄人タイガーセブン（1973年 - 1974年、CX） - 北川史郎 ※レギュラー出演
- 刑事くん 第3部 第54話「海に消えた男」（1974年、TBS）
- 銭形平次 第499話「金貸し武士道」（1975年、CX） - 三浦大作
- コードナンバー108 7人のリブ 第4話「野望に燃えたまゝ葬れ」（1976年、KTV）
- 事件㊙お料理法 第4話「本音とたてまえ」（1977年、KTV）
- 小さなスーパーマン ガンバロン 第8話「大爆発! 涙のサッカーボール」（1977年、NTV） - 浜本
- 大都会 PARTIII 第15話「報復」（1979年、NTV） - 坂田組組員
- Gメン'75（TBS）
  - 第200話「大空港の幽霊」（1979年） - 西ヶ谷巡査
  - 第300話「盗まれた女たち」、第301話「盗まれた女たちPART2」（1981年）
  - 第331話「新GメンVSニセ白バイ軍団」（1981年） - ニセ白バイ隊員
- 噂の刑事トミーとマツ（TBS）
  - 第1シリーズ 第9話「トミマツのセメント詰め」（1979年）
  - 第2シリーズ 第18話「死ぬゥ! 廃車場の人間スクラップ」（1982年、TBS）
- 東芝日曜劇場 / 女たちの忠臣蔵 いのち燃ゆる時（1979年、TBS） - 岡場所の男衆
- 歴史の涙（1980年、TBS）
- 特命刑事 第1話「海底の黄金」（1980年、NTV）
- 二百三高地 愛は死にますか 第2話「出動」（1981年、TBS）
- 土曜ワイド劇場 / デートの裏で殺人が…（1981年、ANB）

### 映画
- 非情学園ワル 教師狩り（1973年、東映） - 小田
- 高校生無頼控 突きのムラマサ（1973年、東宝） - 大内
- ネオンくらげ（1973年、東映） - サブ
- 従軍慰安婦（1974年、東映） - 天田正夫
- 少林寺拳法（1975年、東映） - 三好文吾
- アサンテ サーナ／わが愛しのタンザニア（1975年） - 主演・坂田
- 空手バカ一代（1977年、東映） - 徳吉
- 野性の証明（1978年、東映=日本ヘラルド映画） - 特殊工作隊員
- 白昼の死角（1979年、東映） - 刺客
- 蘇える金狼（1979年、東映） - 野生軍団
- 英霊たちの応援歌 最後の早慶戦（1979年、東宝）
- 戦国自衛隊（1979年、東映）